# Brinck, Hafström & Co

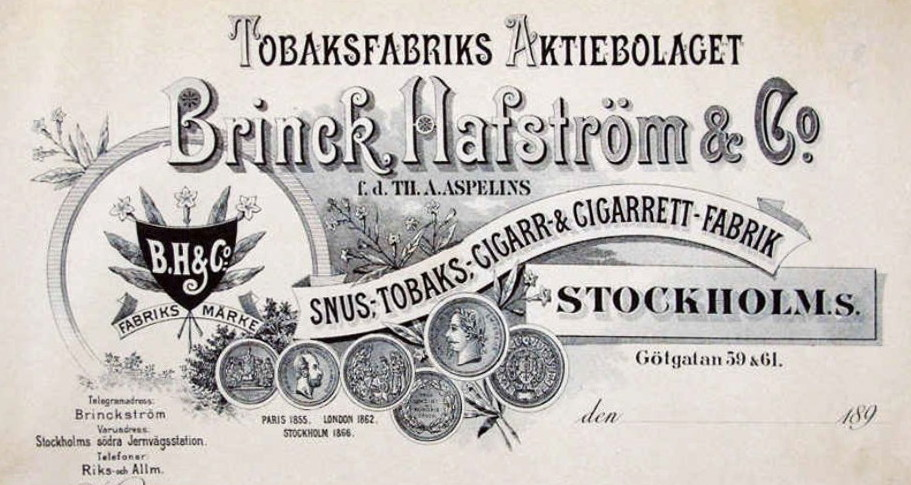
Firmans brevhuvud omkring 1900 efter flytten till Götgatan.

Brinck, Hafström & Co var en tobaksfabrik på Södermalm i Stockholm. Företaget bildades 1853, övertogs kring sekelskiftet 1900 av Wilhelm Hellgren & Co  och uppgick 1913 i Förenades Svenska Tobaksfabriker som inlöstes av Svenska Tobaksmonopolet år 1915.

## Föregångarna

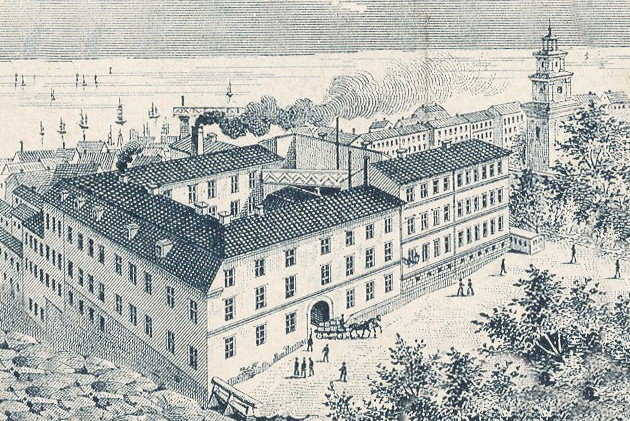
Fabriken i kvarteret Bocken.

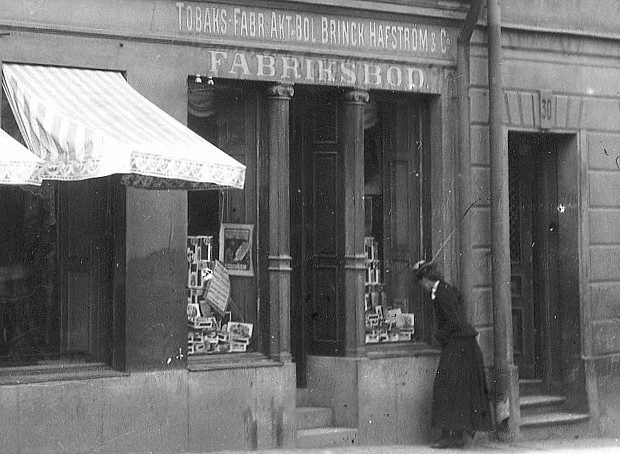
Fabriksboden, Horngatan 32.

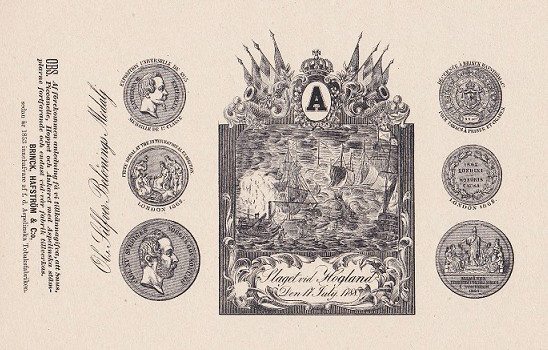
Tobak "Slaget vid Hogland".

Föregångaren till Brinck, Hafström & C:o var Håkan Apelgrens tobaksfabrik som hade sin verksamhet efter 1780 i kvarteret Stenbocken (dåvarande Bocken) på Södermalm. Apelgrens fabrik övertogs i januari 1810 av sockerbruksägaren Thomas Andreas Aspelin (1767–1836). Han blev en mycket förmögen man och ägde under en tid herrgården Svindersvik samt Dåvö säteri där han avled 1836. Hans son Thomas Aspelin (1803–1877) ärvde fabriken och bodde med sin familj i närbelägna Stora Daurerska huset (Hornsgatan 29). Bland hans medarbetare fanns Wilhelm Hellgren som 1851 skulle grunda och leda en av Sveriges största tobaksfabriker, W:m Hellgren & C:o. År 1844 var dock den Aspelinska tobaksfabriken fortfarande landets största.

## Historik
År 1853 övertog oljeslagerifirman Brinck, Hafström & Co, den Aspelinska tobaksfabriken. Firman ägdes av Magnus Brinck och Waldemar Hafström och skulle nu börja med tobaksproduktion. För att påminna om den kända föregångaren kompletterades firmanamnet med tillägget ”f.d. TH.A. Aspelins”. 
Magnus Brinck avled redan år 1855 och samma år inträdde hans bror Anders Edvard i hans ställe. 1865 bestod företagets utrustning av en ångmaskin på 12 hk, två snuskvarnar med siktar, två karvmaskiner, en vals, två torkmaskiner, fyra spinnbord och fem pressar. Företaget deltog i Exposition Universelle 1855 i Paris, Världsutställningen i London 1862 och i Stockholmsutställningen 1866.
I december 1873 lämnade Waldemar Hafström firman och Anders Edvard Brinck blev då ensamägare. 1873 var man en av de första i Sverige att tillverka cigarretter. 1875 tillverkades 212 000 cigaretter till ett värde av 2 500 kr. Den 14 december 1894 ombildades företaget till aktiebolag med ett aktiekapital om 300 000 kr och med firmanamnet Tobaksfabriksaktiebolaget Brinck, Hafström & Co. I styrelsen satt då Anders Edvard Brinck, Walter och John Bäckström från konkurrenten Wilhelm Hellgren & Co som övertog aktiemajoriteten. Edvard Brinck avled 1898.
Kring sekelskiftet 1900 lämnade Brinck, Hafström & Co fabriken i kvarteret Stenbocken (dåvarande Bocken 5, 6 och 7) och lokalerna övertogs av C.E. Jonssons Möblerings-Etablissement. Därefter blev Brinck, Hafström & Co en del av Wilhelm Hellgren & Co som hade sina fabriker i  kvarteret Bryggaren (dagens kvarteret Nattugglan) vid Götgatan. Man behöll dock firmanamnet och hade egen personal.

## Produkter
Brinck, Hafström & Co producerade ett knappt 30-tal olika märken, bland dem Banco Snus, Lukt Snus, Golden Flake Cavendish (röktobak), Slaget vid Hogland (röktobak), Havanna N:r 2 (cigarr), Mercurius (cigarr), Murian (cigarr), ISMA (cigarett), Lady Twist (tuggtobak), Virgina Picanelle (tuggtobak) och No 3 à 5 öre (cigarrcigarrett). 1860 tillverkade man 2,2 miljoner cigarrer och cigariller, 1900 hade siffran stigit till 8,5 miljoner styck. Tobaksbod fanns vid Hornsgatan 64 och fabriksboden låg fram till 1906 i företagets tidigare fastighet vid Hornsgatan 32.